# 伯纳德·帕克
伯纳德·帕克（Bernard Parker，1986年3月16日—），南非职业足球运动员，现效力TS Galaxy。

## 球會生涯
2009年初，他正式到歐洲著名球會貝爾格萊德紅星效力。但在2009年7月，他與另一家球會川迪簽署另一份合約而惹來FIFA調查。如果屬實，柏加最少停賽6个月。

## 國際賽生涯
2009年6月17日，他在2009年洲際國家盃勝新西蘭2:0中梅開二度，並當選該賽事最佳球员。

## 榮譽

### 球會
- 荷甲聯賽: 2009–10

## 連結
- Bernard Parker – FIFA國際賽競賽紀錄 (存檔)
- Career history（页面存档备份，存于） at National Football Teams